# Dilsen
Dilsen (Limburgs: Dilse) is een dorp in de Belgische provincie Limburg en een deelgemeente van Dilsen-Stokkem, het was een zelfstandige gemeente tot aan de gemeentelijke herindeling van 1971.

## Geschiedenis
Het hoger gelegen westelijk deel van de voormalige gemeente, op het Kempens Plateau, kent archeologische vondsten vanaf het mesolithicum tot en met de ijzertijd. De Maas stroomde toen nog veel westelijker dan tegenwoordig, en wel direct langs de steilrand van het plateau, om pas vanaf ongeveer 500 v.Chr. in oostelijke richting op te schuiven. In de Romeinse tijd lag hier mogelijk Feresne, een statio aan de heerweg Tongeren-Nijmegen. Nabij de Koeweide, op 360 meter ten noordoosten van de Oude Toren van Dilsen, werd er een Viergodensteen gevonden.
De oudste schriftelijke vermelding van Dilsen is uit 1062, als Thilesna. In de 10e eeuw was het domein Dilsen in bezit van het Graafschap Brussel, dat uiteindelijk verenigd werd met het Graafschap Leuven. In 1062 werd het domein geschonken aan de kleindochter van Lambert II Balderik van Leuven, Adela, die gehuwd was met markgraaf Otto van Thüringen. Na hun dood kwam het domein aan het kapittel van Sint-Servaas te Maastricht. Dit 120 ha grote domein omvatte ook de kerk en enkele tientallen horigen en kwam overeen met het huidige Oud-Dilsen, gelegen ten oosten van de heerbaan.
Het deel ten westen van de heerbaan behoorde tot het Graafschap Gelre en kwam in 1253 in het bezit van de graven van Loon en, vanaf 1366, van het Prinsbisdom Luik. prins-bisschop Georges II Lodewijk van Bergen gaf in 1723 de heerlijkheid Dilsen in pand aan zijn baron Michel van Rosen, die de taak had de bossen te bewaken. Hij liet in 1725 het huidige kasteel bouwen.
Het westen van Dilsen werd in beslag genomen door het Ledebos, waar in de 13e eeuw de eerste ontginningen plaatsvonden. Daar ontstond de buurtschap Houthuizen. Vanaf de 2e helft van de 19e eeuw zou Houthuizen zich tot de kern van Dilsen ontwikkelen. De oorspronkelijke kern, ten oosten van de heerbaan, staat sindsdien als Oud-Dilsen bekend.
Op 5 september 1590, tijdens de Tachtigjarige Oorlog, staken de Spaanse troepen, die het Kasteel van Stokkem aanvielen, ook de kerk en een deel van Oud-Dilsen in brand.

## Galerij

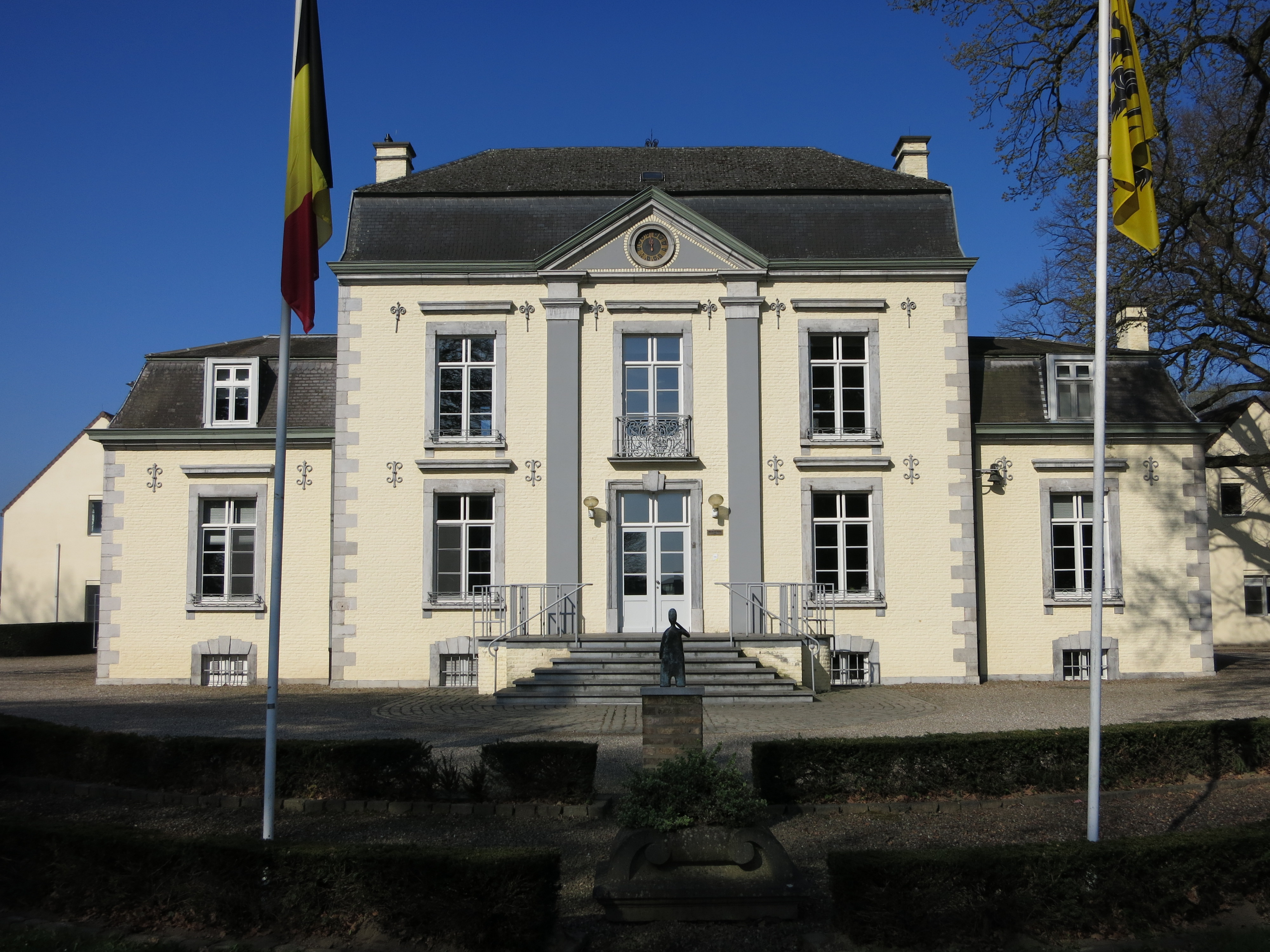
Kasteel Ter Motten, nu stadhuis
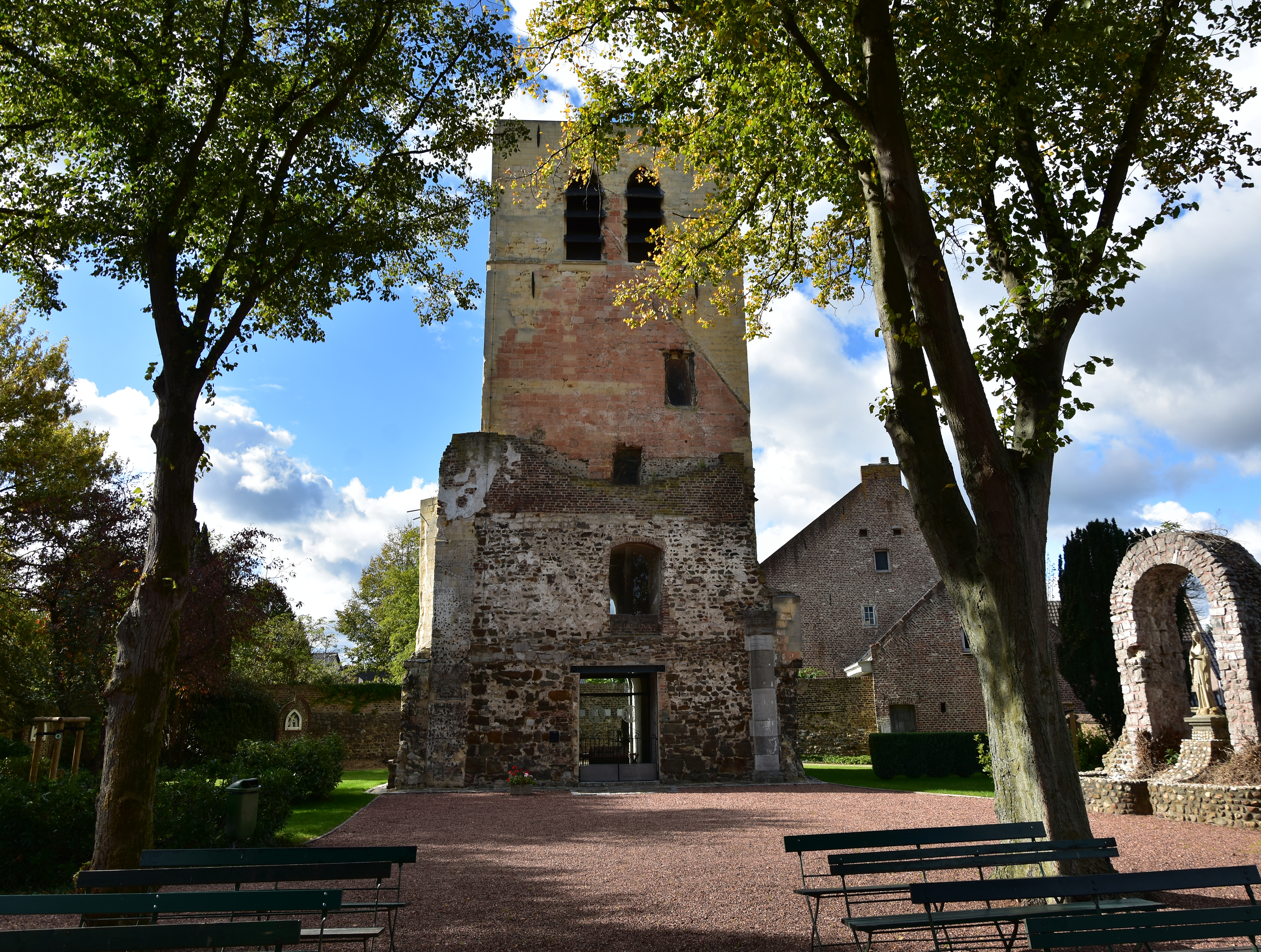
Toren van de voormalige Sint-Martinuskerk
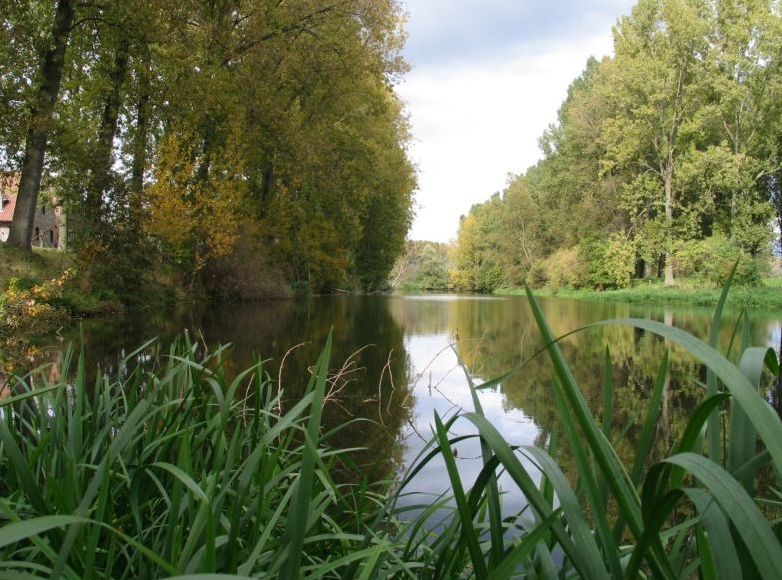
De Oude Maas te Dilsen (2004), de vroegere havengeul
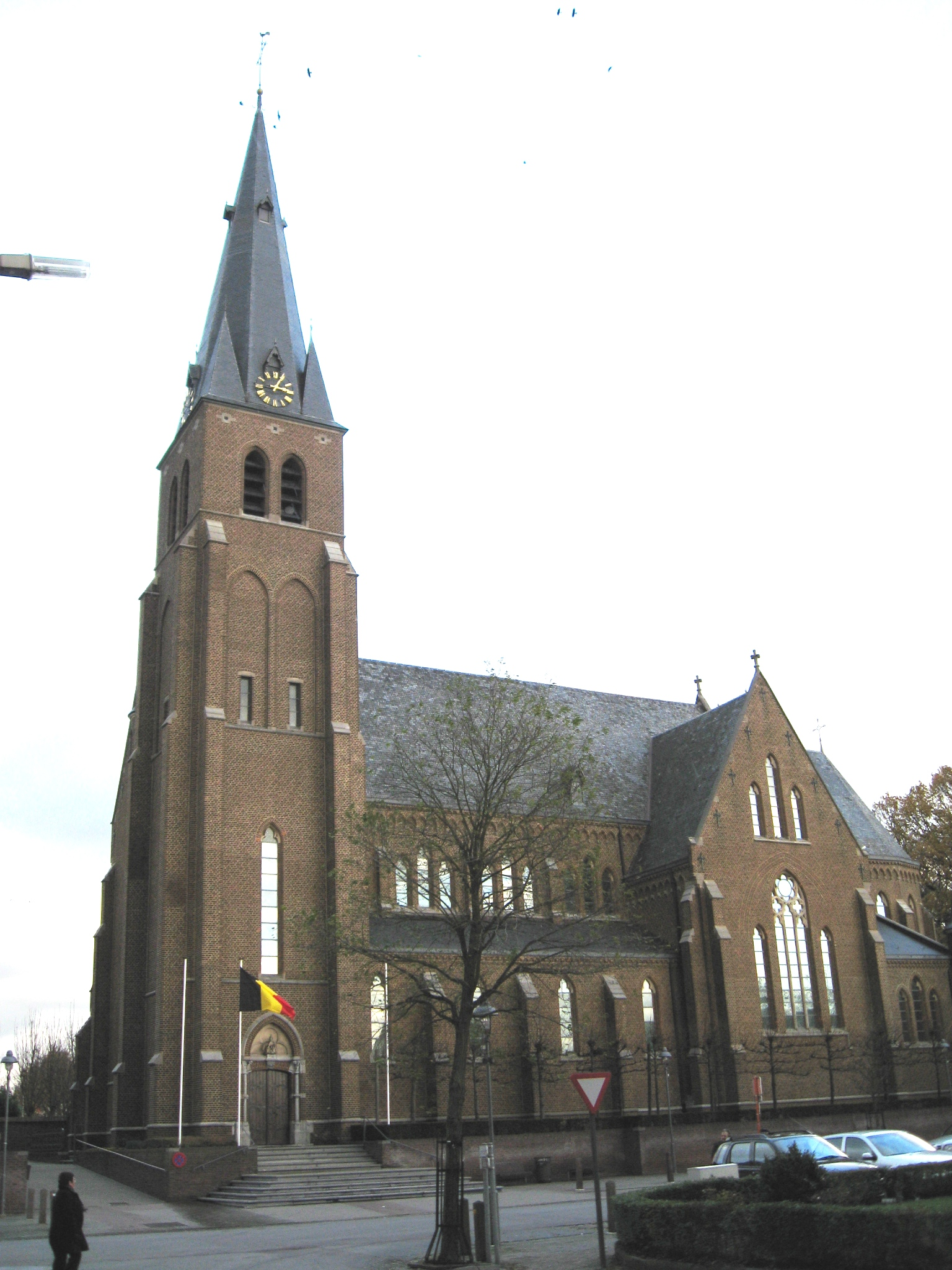
De Sint-Martinuskerk

Tot 1740 lag Dilsen aan de Maas, maar de rivier vond een meer oostwaarts gelegen bedding ten gevolge van overstromingen. Het vroegere vissersdorpje (er bestaat een Vissersstraat in Dilsen) bleef bereikbaar voor boten via de oude havengeul (zie foto) tot ijsschotsen in 1816 de havengeul versperden en de haven in onbruik geraakte. De dorpskern van Dilsen verplaatste zich landinwaarts.

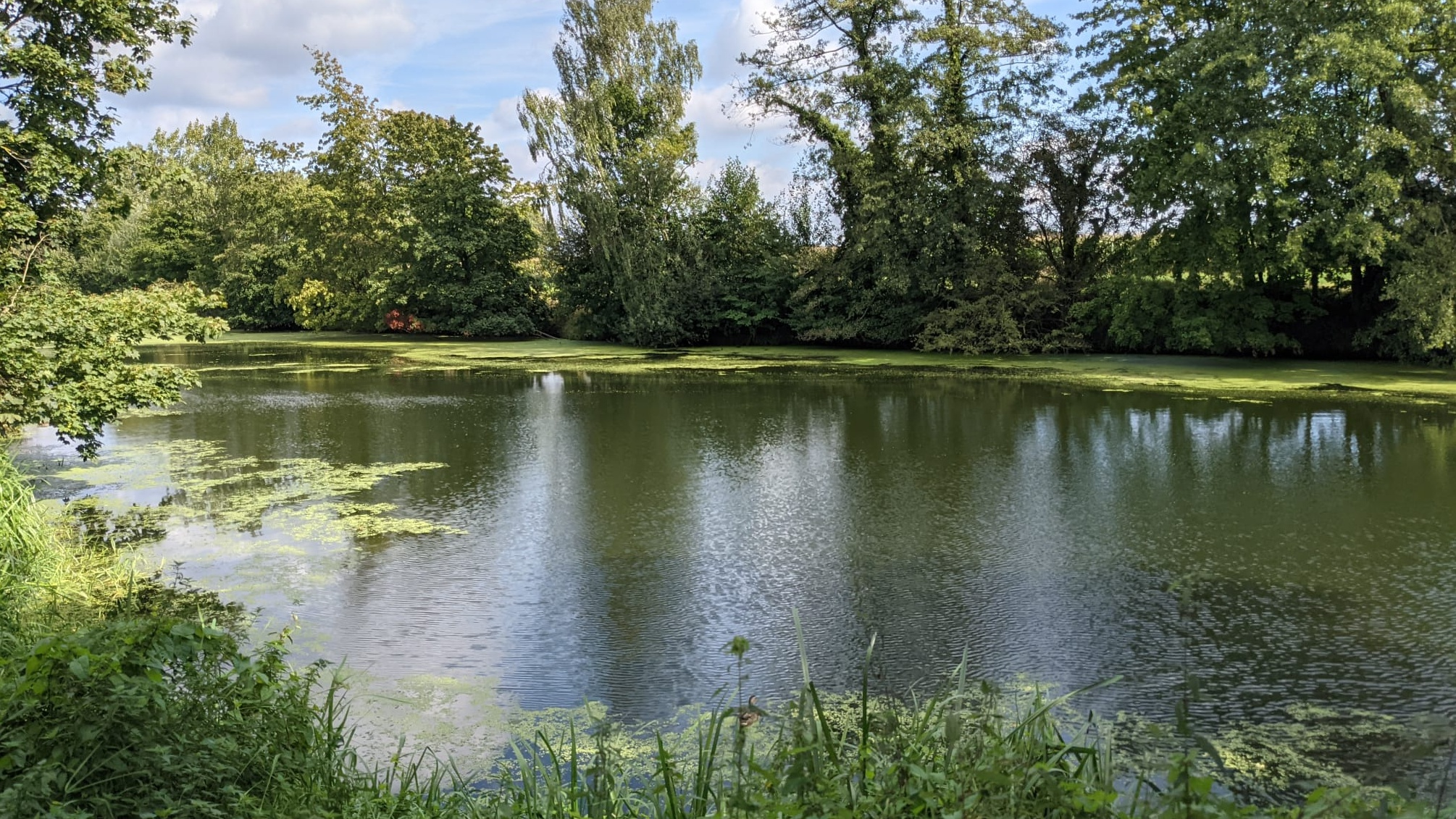
Oude Maas

In 1813 werd de huidige Rijksweg N78 aangelegd, welke de oude weg verving die het tracé van de heerbaan volgde. Dit was de Grand Chemin de Mastricht à Maseyck, een deel ervan is de huidige Stokkemerbaan. De nieuwe Rijksweg kreeg vanaf eind 19e eeuw een lintbebouwing. Ze snijdt Oud-Dilsen van de huidige dorpskern af.
Nog ongeveer 1 km ten westen van Dilsen werd tot 1826 de Zuid-Willemsvaart aangelegd. Deze snijdt op zijn beurt de plaats Dilsen af van het Kempens Plateau, dat enkele honderden meters verder naar het westen via een steilrand begint.

## Demografische ontwikkeling
- Bronnen:NIS, Opm:1831 tot en met 1970=volkstellingen

## Bezienswaardigheden
- Kasteel Ter Motten, uit 1725, tegenwoordig stadhuis, omringd door een park
- Molenrestant De Wachter, een molenromp uit 1871
- De Sint-Martinuskerk, een neogotische kerk uit 1912
- De oude toren, een torenrestant van de vroegere Sint-Martinuskerk, te Oud-Dilsen
- Het Hooghuis, aan Watermolenstraat 19, uit 1740
- De Driepaalhoeve, een hoeve uit 1876
- De Leemveldhoeve, een hoeve uit onder meer 1680, aan Stokkemerbaan 12
- Huize Lieve Moenssens, een tehuis, genoemd naar de dichteres Lieve Moenssens

## Natuur en landschap
Dilsen ligt in Maasland, bestaande uit de Maasvallei, waar zich Oud-Dilsen bevindt, en, meer naar het westen, de Maasterrassen die via een steilrand overgaan in het Kempens Plateau. De in 1826 geopende Zuid-Willemsvaart loopt oostelijk van deze steilrand. De hoogte van het grondgebied van Dilsen varieert van 33 meter nabij de Maas, tot 93 meter op het plateau.
Oud-Dilsen ligt aan een afgesneden Maasarm, die hier de Oude Maas heet, en oorspronkelijk de hoofdbedding van de Maas vormde. Tegenwoordig ligt deze bedding meer dan een kilometer verder naar het oosten. Het natuurgebied Maasweerden bevindt zich tussen Oud-Dilsen en de Maas.
Op het plateau bestond vroeger het Ledebos, dat door overbeweiding geleidelijk in heide overging. Van 1830-1880 werd deze heide met naaldhout bebost. Tegenwoordig maakt dit gebied deel uit van het Nationaal Park Hoge Kempen. De bodem bestaat hier uit in het midden-pleistoceen door de Maas afgezet grind en grindhoudend zand, waarop zich een dunne laag lemig zand bevindt. Eén der deelgebieden is hier de Dilserheide.

## Sport
Voetbalclub KVV Heidebloem Dilsen bereikte in de jaren 90 de nationale reeksen en stootte door tot in Derde Klasse, maar ging in 2000 in vereffening. Met Dilsen VV werd een nieuwe club opgericht die in de laagste provinciale reeksen van start ging. In 2019 fuseerde Dilsen VV met K. Stokkem VV tot K. Dilsen-Stokkem VV. Het stamnummer bij de KBVB van Stokkem werd overgenomen en waar eerst op de beiden terreinen van clubs gespeeld werd is later alle activiteiten van K. Dilsen-Stokkem VV verplaatst naar de voetbalterreinen in Stokkem. Hierdoor kwam het Heidenbloemstadion van Dilsen VV in verval.  

## Bekende Dilsenaren
- Gabriël Boutsen (1903-1970), missionaris in China, schrijver en aalmoezenier
- Maarten Colson, componist van fanfaremuziek